# کریگ دیسلی
کریگ دیسلی (انگلیسی: Craig Disley؛ زادهٔ ۲۴ اوت ۱۹۸۱) بازیکن فوتبال اهل بریتانیا است.
از باشگاه‌هایی که در آن بازی کرده است می‌توان به باشگاه فوتبال منزفیلد تاون، باشگاه فوتبال بریستول راورز، باشگاه فوتبال آلفرتون تاون، باشگاه فوتبال گریمزبی تاون و باشگاه فوتبال شروزبری تاون اشاره کرد.